# Gerrit Kist

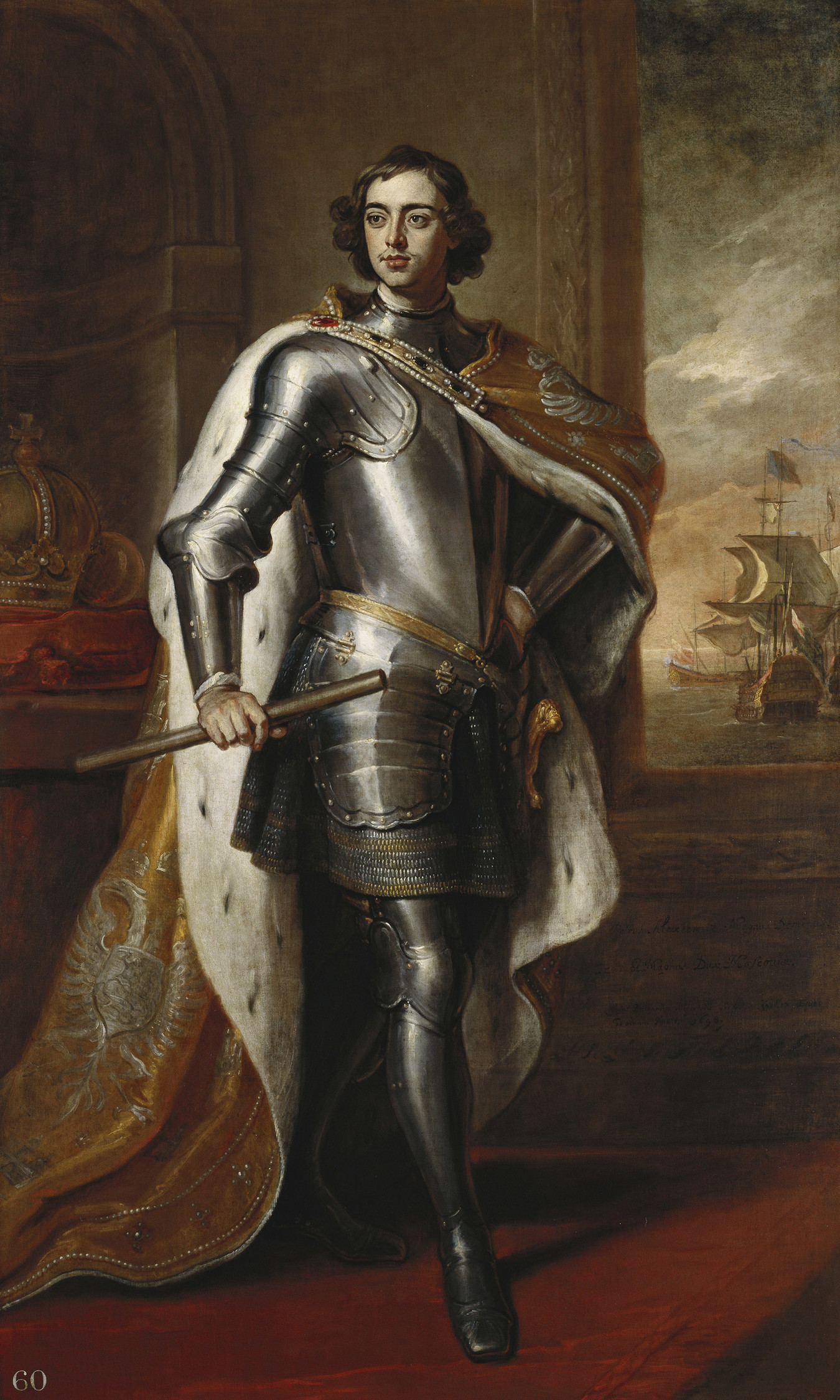
Tsaar Peter de Grote door Godfrey Kneller (1698)

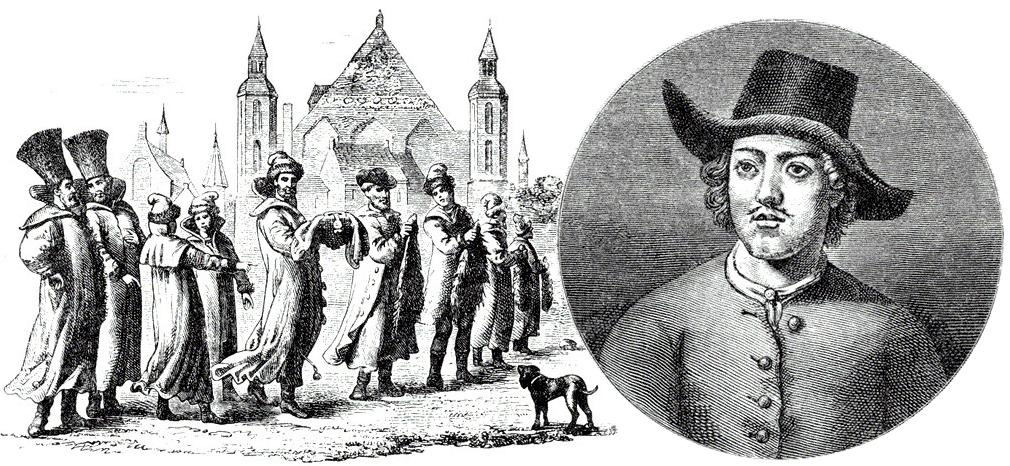
Tsaar Peter de Grote in Den Haag, en als Hollandse zeeman

Gerrit Kist was een Zaanse smidsknecht, die in Moskou had gewerkt. Tijdens zijn verblijf in Zaandam, woonde Peter de Grote een week in zijn achterhuis, nu het Czaar Peterhuisje .
Op zaterdagavond 17 augustus 1697 kwam de tsaar per schip in Zaandam aan. De volgende dag werd Kist, die aan het vissen was, herkend door de zes Moskovieten die de tsaar begeleidden. De tsaar, incognito reizend, trok bij hem in aan de Krimp, onder aan de dijk. Een weduwe, die bij Kist inwoonde, werd verzocht naar een ander onderkomen om te kijken. Voor zeven gulden per week, kreeg de tsaar beschikking over het halve huisje dat dicht bij de haven en de werven lag. Maar eerst bouwde hij in de achtertuin een banya, een Russische sauna, want hij was van plan lange tijd te blijven. De tsaar kocht een roeiboot, twee dagen later een boeier, timmergereedschap en meldde zich op een scheepswerf met de vraag of hij er mocht komen werken.
De tsaar bleef vier dagen, want hij werd achtervolgd door de plaatselijke jeugd, die hem bekogelden met rotte appels en peren. Toen hem zou worden gedemonstreerd hoe een schip over de overtoom werd getrokken, werd het de tsaar te veel. Hij vertrok na enige minuten vanwege de grote hoeveelheid volk die was komen opzetten.
Op 25 augustus vluchtte de tsaar in zijn boeier naar Amsterdam, opnieuw vanwege de grote menigte die nieuwsgierig was naar die man. Daar was inmiddels ook zijn gevolg aangekomen. De Amsterdamse burgemeester Nicolaes Witsen regelde dat hij op de werven van de VOC kon komen werken. Op 29 augustus kwam de toestemming van de bewindhebbers. Dezelfde avond zou de tsaar nog naar Zaandam zijn gevaren om zijn gereedschap te halen en zouden de sluizen speciaal voor hem zijn geopend. Op 3 september kwam de tsaar terug om de overtoom in werking te zien en meer gereedschap te kopen.
Op 21 mei 1698 was hij opnieuw in Zaandam om een molen waar snuiftabak werd gefabriceerd te bezoeken.
Ook bij zijn tweede reis naar de Republiek in maart 1717 werd Zaandam door de tsaar bezocht. Hij maakte een zeiltocht naar Koog aan de Zaan, kreeg een ijszeiler cadeau en bracht een bezoek aan een papiermolen en stijfselmakerij. Vier dagen later kwam hij met zijn vrouw Catharina langs. Het verhaal gaat dat Kist aanvankelijk weigerde de tsaar te ontvangen, omdat de vorst nooit de huur had betaald. Op 30 augustus 1717 was hij voor de laatste keer in Zaandam en bracht een bezoek aan een kopergieterij en een traankokerij.